# 양평단월초등학교 산음분교
양평단월초등학교 산음분교는 대한민국 경기도 양평군 단월면 산음리에 있었던 초등학교이다.

## 연혁
- 1941년 4월 1일 단월공립국민학교 산음분실로 개교
- 1945년 12월 1일 단월국민학교 산음분교장으로 승격
- 1961년 3월 1일 단월국민학교 산음분교 석산분실 2학급 인가
- 1964년 3월 1일 산음국민학교로 승격
- 1965년 2월 13일 제1회 졸업식
- 1967년 3월 1일 석산분실 석산분교로 승격
- 1972년 3월 1일 산대분교 2학급인가
- 1990년 2월 28일 석산분교장, 산대분교장 통폐합
- 1994년 2월 16일 제30회 졸업
- 1994년 2월 28일 단월국민학교 산음분교장으로 격하
- 2001년 2월 28일 양평단월초등학교로 통폐합